# Dinastia valentiniana
La dinastia valentiniana indica quel gruppo familiare che regnò sull'Impero romano dal 364, con la presa di potere di Valentiniano I, al 472, con Anicio Olibrio.
La politica matrimoniale di Teodosio I fece sì che la dinastia teodosiana e quella di Valentiniano si unificassero.
- Graziano il Vecchio
  - Valentiniano I (364-375), sposa Marina Severa (1), poi Giustina (2)
    - (1) Graziano (375-383), sposa Flavia Massima Faustina Costanza, figlia di Costanzo II
    - (2) Valentiniano II (375-392)
    - (2) Grata (non sposata)
    - (2) Galla, sposa Teodosio I
      - Graziano
      - Galla Placidia, sposa Ataulfo (3), poi Costanzo III (4)
        - (3) Teodosio
        - (4) Valentiniano III, sposa Licinia Eudossia
          - Eudocia, sposa Unerico
          - Placidia, sposa Anicio Olibrio
            - Anicia Giuliana, sposa Areobindo
              - Flavio Anicio

        - (4) Giusta Grata Onoria

  - Valente  (364-378)